# Die Liebschaften des Hektor Dalmore
Die Liebschaften des Hektor Dalmore ist ein deutscher Stummfilm aus dem Jahre 1921 von Richard Oswald mit Conrad Veidt in der Titelrolle.

## Handlung
Hektor Dalmore ist ein moderner Don Juan, der bei den Frauen nichts „anbrennen“ lässt. Er sieht gut aus, ist recht vermögend, und die Damenwelt liegt ihm zu Füßen. Lange Zeit konnte er dieses Leben wie im Rausch führen, ohne ernste Konsequenzen fürchten zu müssen, doch eines Tages wird er von einem Gatten seiner diversen Liebschaften mit seinem Tun konfrontiert. Dieser fordert Hektor zum Pistolen-Duell heraus, bei dem Hektor unterliegt und stirbt.

## Produktionsnotizen
Die Liebschaften des Hektor Dalmore entstand im Winter 1920/21 und wurde am 22. Februar 1921 uraufgeführt. Der Film besaß fünf Akte, verteilt auf 2045 Meter. Ein Jugendverbot wurde erteilt. Ab dem Februar 1922 konnte man die Produktion auch in Österreich sehen.
Hans Dreier entwarf die Filmbauten. 

## Kritik
Paimann’s Filmlisten resümierte: „Stoff, insbesonders das Spiel, Szenerie und Photos ausgezeichnet. Ein Exclusiv-Bild.“